# Miño
|  | Aquest article tracta sobre el riu Miño. Vegeu-ne altres significats a «Miño (desambiguació)». |

El Miño (o Minho en portuguès) és un riu del nord-oest de la península Ibèrica que circula per l'interior de Galícia i en els seus darrers quilòmetres fa de frontera entre Espanya i Portugal per acabar desembocant a l'oceà Atlàntic.
És el riu més llarg de Galícia amb una longitud de 340 km i el més cabalós des que rep les aigües del riu Sil, el seu principal afluent.

## Etimologia
Anomenat antigament en llatí Minius i en grec Μίνιος, el seu nom vindria de minium (vermelló) del color de les seves aigües. Estrabó diu que el seu nom original fou Baenis (Βαῖνις) però probablement es confon amb el riu Naebis (entre el Miño i el Duero). En contexts antics i medievals, el nom que rep aquest riu en català és Mínius (del llatí Mĭnĭus).

## Geografia
Neix al Pedregal de Irimia, dins de la serra de Meira, a uns 695 metres d'altitud, al municipi de Meira, província de Lugo, i rep les aigües de diferents fonts entre les quals es troba la llacuna de Fonmiñá, a A Pastoriza, primer afluent d'importància.
Els darrers 76 km del seu curs serveixen de frontera entre Espanya i Portugal, desembocant a l'oceà Atlàntic, formant un estuari entre A Guarda (Pontevedra) i Caminha. És navegable en els seus darrers 33 km, fins a Tui.
El Miño passa per les localitats de Lugo, Portomarín, Ourense, Ribadavia, Salvaterra de Miño, Tui i A Guarda, entre d'altres.
Compta amb cinc embassaments: Belesar, Os Peares, Velle, Castrelo i Frieira.

## Principals afluents
Afluents pel marge dretA la província de Pontevedra: Tamuxe, Pego, Cereixo da Briña, Furnia, Louro, Tea, Caselas, Xuliana, Termes, Deva, Ribadil, Cea. A província d'Ourense: Avia, Barbantiño, Búbal. A la Lugo: Asma, Narón, Ferreira, Mera, Narla, Ladra, Támoga, Anllo.
Afluents pel marge esquerre
- A la província de Lugo: Luaces, Lea, Chamoso, Robra, Chanca, Loio, Neira, Sil.
- A la província d'Ourense: Sil, Deva, Arnoia, Barbaña, Lonia, Sardiñeira, Azúmara.
- A Portugal: Mouro, Gadanha, Coura.

## Vegeu també

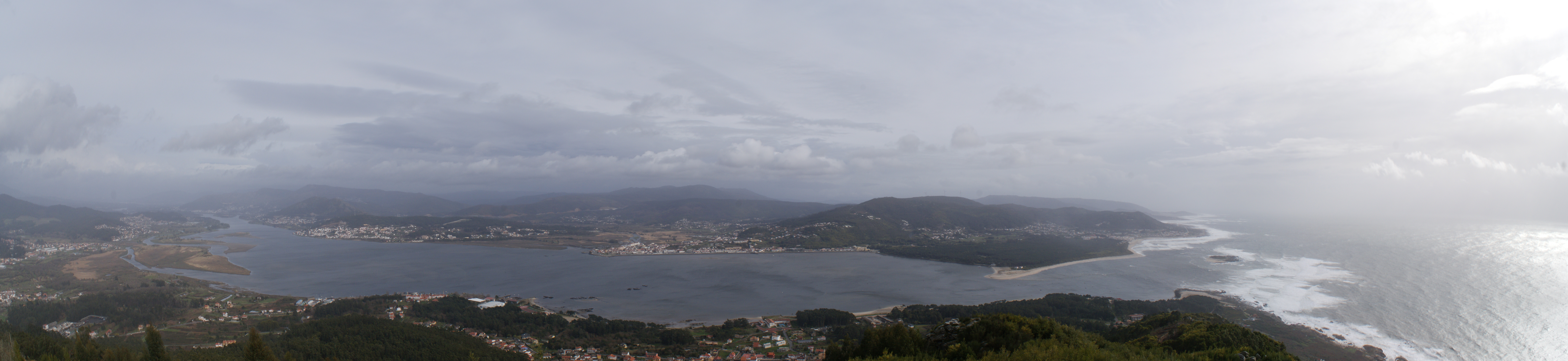
Panoràmica del riu Miño